# Cochlefelis insidiator
Cochlefelis insidiator is een  straalvinnige vissensoort uit de familie van christusvissen (Ariidae). De wetenschappelijke naam van de soort is voor het eerst geldig gepubliceerd in 2000 door Kailola.
De soort staat op de Rode Lijst van de IUCN als Onzeker, beoordelingsjaar 2009.